# Vitanovac (miasto Kraljevo)
Vitanovac (cyr. Витановац) – wieś w Serbii, w okręgu raskim, w mieście Kraljevo. W 2011 roku liczyła 1524 mieszkańców.